# 수서중학교
수서중학교(水西中學校)는 대한민국 서울특별시 강남구 수서동에 있는 공립 중학교이다.

## 학교 연혁
- 1992년 12월 31일 : 수서중학교 설립 인가
- 1993년 3월 1일 : 초대 이상섭 교장 취임
- 1993년 3월 3일 : 제1회 입학식
- 1993년 4월 30일 : 개교식
- 1995년 2월 14일 : 제1회 졸업식
- 2005년 11월 5일 : 수서관(생활관) 신축 개관식
- 2016년 3월 1일 : 서울형 혁신학교 지정(2016.3.1. ~ 2020.2.29.) 및 운영
- 2020년 3월 1일 : 제10대 남신 교장 취임
- 2023년 2월 3일 : 제29회 졸업식(졸업생 183명, 연인원 7,276명)
- 2023년 3월 2일 : 제31회 입학식(8학급 177명)

## 참고 자료
- 수서중학교 - 한국교육학술정보원 학교알리미

## 인접한 건물
- ● 수도권 전철 3호선 ● 수도권 전철 수인·분당선 ● 수도권 광역급행철도 A노선 수서역
- 신세계백화점 수서지점 (예정)
- 서울수서초등학교
- 서울세종고등학교